# Doudou Fwamba
 (décembre 2024).
La mise en forme du texte ne suit pas les recommandations de Wikipédia : il faut le « wikifier ».
Les points d'amélioration suivants sont les cas les plus fréquents :
- Les titres sont pré-formatés par le logiciel. Ils ne sont ni en capitales, ni en gras.
- Le texte ne doit pas être écrit en capitales (les noms de famille non plus), ni en gras, ni en italique, ni en « petit »…
- Le gras n'est utilisé que pour surligner le titre de l'article dans l'introduction, une seule fois.
- L'italique est rarement utilisé : mots en langue étrangère, titres d'œuvres, noms de bateaux, etc.
- Les citations ne sont pas en italique mais en corps de texte normal. Elles sont entourées par des guillemets français : « et ».
- Les listes à puces sont à éviter, des paragraphes rédigés étant largement préférés. Les tableaux sont à réserver à la présentation de données structurées (résultats, etc.).
- Les appels de note de bas de page (petits chiffres en exposant, introduits par l'outil «  Source ») sont à placer entre la fin de phrase et le point final[comme ça].
- Les liens internes (vers d'autres articles de Wikipédia) sont à choisir avec parcimonie. Créez des liens vers des articles approfondissant le sujet. Les termes génériques sans rapport avec le sujet sont à éviter, ainsi que les répétitions de liens vers un même terme.
- Les liens externes sont à placer uniquement dans une section « Liens externes », à la fin de l'article. Ces liens sont à choisir avec parcimonie suivant les règles définies. Si un lien sert de source à l'article, son insertion dans le texte est à faire par les notes de bas de page.
- La présentation des références doit suivre les conventions bibliographiques. Il est recommandé d'utiliser les modèles {{Ouvrage}}, {{Chapitre}}, {{Article}}, {{Lien web}} et/ou {{Bibliographie}}. Le mode d'édition visuel peut mettre en forme automatiquement les références.
- Insérer une infobox (cadre d'informations à droite) n'est pas obligatoire pour parachever la mise en page.

Pour une aide détaillée, merci de consulter Aide:Wikification.
Si vous pensez que ces points ont été résolus, vous pouvez retirer ce bandeau et améliorer la mise en forme d'un autre article.
 (décembre 2024).
Doudou Roussel Fwamba Likunde Li-Botayi est un haut fonctionnaire, économiste, auteur et homme politique congolais. Actuel ministre des Finances de la République Démocratique du Congo, il est reconnu pour son expertise en matière des finances publiques et son engagement dans la réforme de l'administration financière congolaise.

## Histoire
Il est originaire de Tshopo.
Avant de devenir ministre, il occupe plusieurs positions importantes au sein du ministère des Finances, notamment celui de Directeur Général Adjoint chargé des aspects techniques et des réformes à la Direction Générale des Recettes Administratives, Judiciaires, Domaniales et de Participations (DGRAD). Sa carrière est marquée par un parcours au sein de l'administration publique.
En 2010, il intègre l'administration publique en tant qu'agent au service de la chaîne de la dépense au ministère des Finances, où il commence sa carrière,.

## Biographie
Doudou Fwamba Likunde Li-Botayi est originaire du secteur de Bomengé, territoire de Basoko, dans la Province de la Tshopo.
Il est fils d'Albert Likunde Li-Botayi et de Kitoko Fwamba Henriette.
Il est marié et père de deux enfants.

## Formation
Titulaire d'un diplôme de niveau Bac+5 en Sciences Économiques et de Gestion, ainsi que d'un diplôme Bac+3 en Finances publiques obtenu à l'École Nationale des Finances en RDC, il a également un diplôme d'études supérieures en Finances publiques à l’École nationale des finances publiques (ENFIP) en 2015, au sein de la promotion Simone de Beauvoir.

## Carrières
Il intègre la fonction publique en 2010 et obtient, dès 2012, le grade d'Attaché d'Administration de première classe, il poursuit une carrière professionnelle régulière au sein du ministère des Finances. Son parcours se concrétise en 2023 par sa nomination, par ordonnance présidentielle, au grade de Directeur d'Administration Publique.
Il commence sa carrière comme vérificateur de la comptabilité publique à la direction du Trésor et de l’Ordonnancement. Par la suite, il occupe le poste de contrôleur des imputations budgétaires au sein de la chaîne de la dépense. Il est également assistant technique du Directeur du Trésor, où il est chargé de produire des statistiques, avant d'être promu Chef de Bureau, assumant les responsabilités de Contrôleur des Dépenses à la Direction de l'Audit et du Contrôle de Gestion, toujours au sein du même ministère.
Doudou Fwamba participe également à la mise en œuvre de nombreux projets de réforme au sein du ministère des Finances, notamment Isys-Régie, l’interconnexion des régies financières et le déploiement de la Logirad via le projet de gouvernance financière, ainsi que la réforme budgétaire et celle de la comptabilité et de la gestion de la trésorerie avec le COREF.
Il participe à plusieurs stages à l’étranger, notamment à la Direction Générale des Finances Publiques(DGFiP) et à l’Agence France Trésor(AFT), toutes deux situées à Paris-Bercy en France.

## Actions et initiatives

### Accords avec le FMI en République Démocratique du Congo
Le 13 novembre 2024, la République Démocratique du Congo (RDC) a signé un accord au niveau des services avec le Fonds Monétaire International (FMI), aboutissant à deux programmes de soutien économique : un Programme Triennal Formel (FEC) d’une valeur de 1,75 milliard USD, destiné à appuyer les réformes économiques et financières, et un Programme Climatique de 1,1 milliard USD, visant à renforcer la gestion durable des ressources naturelles. Ces programmes, dont le financement total s’élève à 2,8 milliards USD sur trois ans, ont été négociés sous la supervision du Ministre des Finances, Doudou Fwamba Likunde, en collaboration avec les équipes techniques du Gouvernement.

### Stabilité macroéconomique
Sous Doudou Fwamba et entre juin et décembre 2024, la RDC a enregistré un excédent de trésorerie de 164 milliards CDF, une baisse de l'inflation de 20 % à 12,5 %, et une stabilisation du taux de change à 2 880 CDF/USD, reflétant des mesures visant la stabilité macroéconomique.

### Réformes économiques et financières
Depuis juin 2024, Doudou Fwamba Likunde, a introduit plusieurs réformes pour moderniser les finances publiques et renforcer la transparence budgétaire. Parmi celles-ci figurent la création d’un Compte Unique du Trésor pour centraliser les ressources publiques et la digitalisation des marchés publics.
En septembre 2024, il a signé deux conventions fiscales avec l’OCDE : l'une portant sur la lutte contre l’érosion de la base d’imposition et le transfert des bénéfices (BEPS), et l'autre sur la Règle d’Assujettissement à l’Impôt (RAI), visant à mieux encadrer les revenus échappant à la fiscalité.

### Lutte contre la fraude et optimisation fiscale
Le ministre des Finances a introduit une facture normalisée avec la DGI pour améliorer la collecte de la TVA et renforcer la transparence des transactions économiques.

## Ouvrages
- Doudou Roussel Fwamba Likunde Li-Botayi, La réforme des finances publiques et de l'administration en RDC : Enjeux d'un État moderne et performant, Bruylant, 16 mai 2024, 282 p. (ISBN 978-2-8027-7415-0, EAN 9782802774150, présentation en ligne)[8].

## Distinctions
- Prix "Tombwama" 2024: Décerné lors de la 5e édition du Prix Lokumu à Kinshasa pour ses performances dans la gestion des finances publiques en RDC[9].